# Spargaloma sexpunctata
Spargaloma sexpunctata är en fjärilsart som beskrevs av Augustus Radcliffe Grote 1873. Spargaloma sexpunctata ingår i släktet Spargaloma och familjen nattflyn. Inga underarter finns listade i Catalogue of Life.